# Puntate de Gli Svuotacantine - A caccia di tesori
Gli Svuotacantine - A caccia di tesori (American Pickers) è un programma televisivo statunitense in onda dal 2010 su History.
Fino al mese di marzo 2013 ne sono stati prototte cinque stagioni, per un totale di 94 episodi.

## Prima stagione
| n° | Titolo originale         | Titolo italiano               | Prima TV USA    | Prima TV Italia |
| -- | ------------------------ | ----------------------------- | --------------- | --------------- |
| 1  | Big Bear                 | Il grande orso                | 18 gennaio 2010 |                 |
| 2  | Super Scooter            | Una Vespa speciale            |                 |                 |
| 3  | White Castle on the Farm | La fattoria dei sogni         |                 |                 |
| 4  | Invisible Pump           | Il collezionista              |                 |                 |
| 5  | Back Breaker             | Un brutto mal di schiena      |                 |                 |
| 6  | Mole Man                 | L'uomo talpa                  |                 |                 |
| 7  | Frank's Gamble           | L'azzardo di Frank            |                 |                 |
| 8  | 5 Acres of Junk          | Il paradiso dei collezionisti |                 |                 |
| 9  | Bigfoot in Alabama       | Il museo delle meraviglie     |                 |                 |
| 10 | Know When to Fold        | Fino all'ultimo dollaro       |                 |                 |
| 11 | Fill'er Up               | La terra dell'abbondanza      |                 |                 |
| 12 | Leland's Cafe            | Un vecchio amico              | 5 aprile 2010   |                 |

## Seconda stagione
| n° | Titolo originale      | Titolo italiano            | Prima TV USA      | Prima TV Italia |
| -- | --------------------- | -------------------------- | ----------------- | --------------- |
| 1  | Art of the Deal       | Fare Affari                | 1º giugno 2010    |                 |
| 2  | Buddy's Booby Trap    | I trabocchetti di Buddy    | 14 giugno 2010    |                 |
| 3  | Gordon's Gold Mine    | La miniera d'oro di Gordon | 21 giugno 2010    |                 |
| 4  | Smooth Operators      | Mani di velluto            | 28 giugno 2010    |                 |
| 5  | Getting the Boot      | Giocare per vincere        | 5 luglio 2010     |                 |
| 6  | Easy Riders           | Easy Riders                | 26 luglio 2010    |                 |
| 7  | Psychic Pickings      | Sesto senso                | 2 agosto 2010     |                 |
| 8  | One Pony Town         | L'imbalsamatore            | 9 agosto 2010     |                 |
| 9  | Hobo Jack             | Il signor Johnny Walker    | 16 agosto 2010    |                 |
| 10 | Laurel and Hardy      | Laurel e Hardy             | 6 settembre 2010  |                 |
| 11 | Frank Flips           | I 5 minuti di Frank        | 13 settembre 2010 |                 |
| 12 | Mike's Breakdown      | Il crollo di Mike          | 4 ottobre 2010    |                 |
| 13 | Pint-Sized Picker     | Prova di coraggio          | 11 ottobre 2010   |                 |
| 14 | A Banner Pick         | Il parco giochi            | 6 dicembre 2010   |                 |
| 15 | Danielle Goes Picking | Una stalla preziosa        | 13 dicembre 2010  |                 |
| 16 | What's in the Box?    | La Triumph del '67         | 20 dicembre 2010  |                 |
| 17 | Fairlane Fever        | Gioco d'azzardo            | 27 dicembre 2010  |                 |
| 18 | Too Hot to Handle     | La casa dell'800           | 17 gennaio 2011   |                 |
| 19 | Trading Up            | Flipper Happy Days         | 24 gennaio 2011   |                 |
| 20 | The Emu Chase         | Mike a Frank in fuga       | 31 gennaio 2011   |                 |
| 21 | Keep Out!             | Collezione da uomini       | 7 febbraio 2011   |                 |
| 22 | They Boldly Go        | Un cliente famoso          | 14 febbraio 2011  |                 |
| 23 | The Possum Trot       | Una bussola rara           | 21 marzo 2011     |                 |
| 24 | California Dreamin    |                            | 28 marzo 2011     |                 |
| 25 | Frank's Big Shot      |                            | 4 aprile 2011     |                 |
| 26 | NASCAR Challenge      |                            | 11 aprile 2011    |                 |